# Ritter-von-Leeb-Kaserne
Die Ritter-von-Leeb-Kaserne war eine Kaserne der Bundeswehr in Landsberg am Lech, die 1965 nach dem Generalfeldmarschall Wilhelm Ritter von Leeb benannt wurde.
Sie wurde im Jahre 1957 errichtet und vom Gebirgsartillerieregiment 8 der Bundeswehr sowie von Einheiten der US-Armee genutzt. Im Rahmen der Truppenreduzierungen der Bundeswehr wurde das Gebirgsartillerieregiment 8 der 1. Gebirgsdivision aufgelöst. Die Kaserne wurde 1992 aufgegeben und an die Stadt Landsberg am Lech abgegeben.
Das Gelände wurde vorübergehend als Gewerbegebiet genutzt, seit 2003 entsteht dort das Wohngebiet „Obere Wiesen“.
In der Kaserne wurden auch Aufnahmen für die 9-teilige ZDF-Serie „Beim Bund“ gedreht, die sich mit dem Alltag in der Bundeswehr beschäftigte und 1982 ausgestrahlt wurde.